# Ołeksandr Perwij
Ołeksandr Iwanowycz Perwij (ukr. Олександр Іванович Первій; ur. 28 października 1960 w Biłozerśke, zm. 25 września 1985 w Doniecku) – ukraiński sztangista reprezentujący Związek Socjalistycznych Republik Radzieckich.
Srebrny medalista olimpijski (1980), trzyrotny wicemistrz świata (1980, 1981, 1982) oraz dwukrotny wicemistrz Europy (1981, 1982) w podnoszeniu ciężarów. Startował w wadze średniej (do 75 kg) oraz lekkociężkiej (do 82,5 kg).
25 września 1985 zmarł na zawał serca w wieku 24 lat.

## Osiągnięcia

### Letnie igrzyska olimpijskie
- Moskwa 1980 –  srebrny medal (waga średnia)

### Mistrzostwa świata
- Moskwa 1980 –  srebrny medal (waga średnia) – mistrzostwa rozegrano w ramach zawodów olimpijskich
- Lille 1981 –  srebrny medal (waga średnia)
- Lublana 1982 –  srebrny medal (waga lekkociężka)

### Mistrzostwa Europy
- Belgrad 1980 –  brązowy medal (waga średnia)
- Lille 1981 –  srebrny medal (waga średnia)
- Lublana 1982 –  srebrny medal (waga lekkociężka)

### Mistrzostwa Związku Radzieckiego
- 1981 –  złoty medal (waga średnia)
- 1982 –  złoty medal (waga lekkociężka)

### Puchar Związku Radzieckiego
- 1979 –  złoty medal (waga średnia)
- 1981 –  złoty medal (waga lekkociężka)

### Rekordy świata
- Moskwa 24.07.1980 – 200 kg w podrzucie (waga średnia)
- Moskwa 24.07.1980 – 205 kg w podrzucie (waga średnia)
- Moskwa 24.07.1980 – 357,5 kg w dwuboju (waga średnia)
- Frunze 05.03.1982 – 223,5 kg w podrzucie (waga lekkociężka)